# Initiative populaire fédérale suisse sur la réparation
 (septembre 2023).
La mise en forme du texte ne suit pas les recommandations de Wikipédia : il faut le « wikifier ».
Les points d'amélioration suivants sont les cas les plus fréquents. Le détail des points à revoir est peut-être précisé sur la page de discussion.
- Les titres sont pré-formatés par le logiciel. Ils ne sont ni en capitales, ni en gras.
- Le texte ne doit pas être écrit en capitales (les noms de famille non plus), ni en gras, ni en italique, ni en « petit »…
- Le gras n'est utilisé que pour surligner le titre de l'article dans l'introduction, une seule fois.
- L'italique est rarement utilisé : mots en langue étrangère, titres d'œuvres, noms de bateaux, etc.
- Les citations ne sont pas en italique mais en corps de texte normal. Elles sont entourées par des guillemets français : « et ».
- Les listes à puces sont à éviter, des paragraphes rédigés étant largement préférés. Les tableaux sont à réserver à la présentation de données structurées (résultats, etc.).
- Les appels de note de bas de page (petits chiffres en exposant, introduits par l'outil «  Source ») sont à placer entre la fin de phrase et le point final[comme ça].
- Les liens internes (vers d'autres articles de Wikipédia) sont à choisir avec parcimonie. Créez des liens vers des articles approfondissant le sujet. Les termes génériques sans rapport avec le sujet sont à éviter, ainsi que les répétitions de liens vers un même terme.
- Les liens externes sont à placer uniquement dans une section « Liens externes », à la fin de l'article. Ces liens sont à choisir avec parcimonie suivant les règles définies. Si un lien sert de source à l'article, son insertion dans le texte est à faire par les notes de bas de page.
- La présentation des références doit suivre les conventions bibliographiques. Il est recommandé d'utiliser les modèles {{Ouvrage}}, {{Chapitre}}, {{Article}}, {{Lien web}} et/ou {{Bibliographie}}. Le mode d'édition visuel peut mettre en forme automatiquement les références.
- Insérer une infobox (cadre d'informations à droite) n'est pas obligatoire pour parachever la mise en page.

Pour une aide détaillée, merci de consulter Aide:Wikification.
Si vous pensez que ces points ont été résolus, vous pouvez retirer ce bandeau et améliorer la mise en forme d'un autre article.
L'initiative populaire « Réparation de l'injustice faite aux enfants placés de force et aux victimes de mesures de coercition prises à des fins d'assistance (initiative sur la réparation) » est une initiative populaire fédérale suisse déposée le 19 décembre 2014 et retirée le 27 janvier 2017.

## Résumé
En avril 2014, la collecte des signatures des citoyens suisses a commencé et au 1er octobre 2015, au moins 100 000 personnes avaient signé l'initiative. L'initiative populaire portait sur le sort des enfants travailleurs forcés en Suisse, appelés Verdingkinder, un terme autrefois utilisé dans la communauté suisse-allemande. Un projet connexe lié aux "personnes placées à tort" portait sur les dizaines de milliers de mineurs, qui ont été placés comme ouvriers dans des fermes suisses, avec de bas salaires. Parmi eux se trouvaient également des mineurs de la communauté rrom et yéniche concernés par la fondation suisse des Enfants de la grand-route de l'époque, mais pas leurs familles.
L'initiative a été activement soutenue par le magazine Beobachter, qui a révélé le sort des enfants placés et de la fondation Enfants de la grand-route. L'initiative populaire, lancée par Guido Fluri et d'autres citoyens éminents, parmi lesquels l'écrivain Lukas Hartmann, a été soutenue entre autres par l'organisation mère des Églises suisses et l'association des enseignants suisses.

## Objectifs (extrait)
L'initiative a été lancée par un comité interpolitique et s'est penchée sur les mesures inadéquates prises par les autorités gouvernementales suisses. Elle exigeait :
- Des mesures de réparation pour les victimes du travail forcé des enfants et de mesures coercitives fondées sur l’aide sociale ;
- Une analyse scientifique de ce chapitre de l'histoire suisse;
- La création d'un fonds de plus de 500 millions de francs suisses pour les besoins de l'initiative ;

Il a été souligné que seules les victimes gravement touchées obtiendraient réparation et qu'une commission indépendante devrait être créée pour examiner chaque cas individuellement.

## Contexte:Enfants placésetEnfants de la grand-route
Les Verdingkinder (littéralement : « enfants sous contrat » ou « enfants travailleurs sous contrat ») étaient des enfants qui ont été enlevés à leurs parents, souvent en raison de la pauvreté ou pour des « raisons morales » (généralement parce que leurs mères étaient célibataires et pauvres), ou en raison d'une origine tsigane - yéniche et envoyés vivre dans de nouvelles familles, souvent chez des agriculteurs pauvres qui avaient besoin d'une main-d'œuvre bon marché.
Beaucoup de ces enfants, une fois devenus adultes, ont affirmé avoir été gravement maltraités par leurs nouvelles « familles » souffrant de négligence et d'autres abus physiques et psychologiques.
Il y avait des ventes aux enchères où les enfants étaient remis à l'agriculteur demandant le moins d'argent aux autorités, garantissant ainsi une main d'œuvre bon marché pour sa ferme et soulageant l'autorité du fardeau financier lié à la garde des enfants. Dans les années 1930, dans le canton de Berne, environ 20 % de tous les ouvriers agricoles étaient des enfants de moins de 15 ans Les actions des autorités de tutelle des communes suisses ont été tolérées par les autorités fédérales jusque dans les années 1960. L'historien suisse Marco Leuenberger a découvert qu'en 1930 il y avait environ 35 000 enfants misés, tandis qu'entre 1920 et 1970, plus de 100 000 auraient été placés dans des familles ou des foyers. Au milieu des années 2010, dix mille anciens Verdingkinder, femmes et hommes, sont encore en vie en Suisse.

## Texte de l'initiative
L'initiative demande que la Constitution fédérale suisse soit modifiée comme suit:
Art. 124a Réparation de l'injustice faite aux victimes de mesures de coercition prises à des fins d’assistance ou de placement extrafamilial
1. La Confédération et les cantons veillent à réparer l'injustice faite notamment aux enfants placés de force dans un foyer ou une famille, aux personnes internées par décision administrative, à celles qui ont été de force stérilisées ou données à l'adoption et aux gens du voyage, en raison de mesures de coercition à des fins d'assistance ou de placement extrafamilial prises à leur encontre.
2. Ils veillent à ce que ces mesures fassent l'objet d'une étude scientifique indépendante et encouragent le débat public sur la question.

Art. 196 Ziff. 1212. Disposition transitoire à l'article 124a (Réparation de l'injustice faite aux victimes de mesures de coercition prises à des fins d’assistance ou de placement extrafamilial)
1. La Confédération crée un fonds doté d'un montant de 500 millions de francs en faveur des victimes de mesures de coercition prises avant 1981 à des fins d'assistance ou de placement extrafamilial.
2. Peuvent prétendre à une prestation du fonds les personnes qui ont été touchées durement et directement par ces mesures. Le montant de la prestation est fixé selon la gravité de l'injustice subie. Une commission indépendante décide de l'octroi d'une prestation.
3. Le fonds est dissout 20 ans après sa création. Le solde du fonds est réparti entre ses contributeurs au prorata de leur versement.

## Statut
Le 19 décembre 2014, l'initiative a été déposée à la Chancellerie fédérale,. Le 16 septembre 2016, les deux chambres du Parlement suisse ont approuvé le versement d'une indemnité de 25 000 francs à chaque personne survivante. En mars 2018, environ 7 000 victimes avaient demandé une indemnisation. En 2020 le délai de dépôt des demandes de réparation a été supprimé.

## Voir également
- Le travail des enfants en Suisse
- Enfants de la grand-route
- Enfants placés
- Commission Bergier